# The Eleventh Commandment
The Eleventh Commandment é um filme policial produzido no Reino Unido e lançado em 1924. É baseado na peça teatral The Pillory, de Brandon Fleming.